# Anna von Schwarzburg
Anna von Schwarzburg († 16. Januar 1431 in Freiberg; ▭ in Reinhardsbrunn) war die einzige Tochter des Grafen Günther XXX. von Schwarzburg-Blankenburg († 1416), Herr von Arnstadt, Sondershausen sowie Frankenhausen und der Anna († 1423), Tochter Landgrafs Johann I. von Leuchtenberg (Oberpfalz). Der einflussreiche Erzbischof von Magdeburg, Günther II., Graf von Schwarzburg war ihr Bruder.
Sie wurde vor dem 29. September 1407 mit Friedrich IV., dem Friedfertigen, Landgraf von Thüringen (1406) und Markgraf von Meißen (1407) verheiratet. Sie hatte Einfluss auf Friedrich IV., zumal ihr Vater Rat des Landgrafs war.
So  unterstützte sie den Eisenacher Ratsschreiber und Stiftsgeistlichen Johannes Rothe, der bis 1421 eine Thüringische Weltchronik verfasste und sie der Landgräfin widmete. Mit der Weltchronik liegt zweifellos eine erste, umfassende Landesgeschichtsschreibung in Thüringen vor. Die Nähe Rothes zum landgräflichen Hof und die Widmung seiner Weltchronik an Anna von Schwarzburg lassen darauf schließen, dass man am Hof ein lebendiges Interesse an thüringischer Geschichte und einer entsprechenden Traditionsbildung hatte. Hierfür spricht auch die Grablege Annas wie Friedrichs im Kloster Reinhardsbrunn, der Grablege der Thüringer Landgrafen seit dem 12. Jh. (zuletzt Friedrich der Freidige, dann wieder Balthasar), nicht in der Grablege der Wettiner in Kloster Altenzella.
Ihre Ehe mit Friedrich blieb kinderlos. Der bei ihrem Tod 46-jährige Friedrich verheiratete sich nicht wieder.